# Numérisation de documents anciens mathématiques
 (décembre 2024).
Si vous disposez d'ouvrages ou d'articles de référence ou si vous connaissez des sites web de qualité traitant du thème abordé ici, merci de compléter l'article en donnant les références utiles à sa vérifiabilité et en les liant à la section « Notes et références ».
NUMDAM, abréviation de NUMérisation de Documents Anciens Mathématiques est une archive consacrée à la publication sur réseau de documents mathématiques numérisés en mode image : revues, actes de
conférences, recueils de séminaires.
Ce programme de numérisation est une
initiative conjointe du Ministère de la recherche et du CNRS. La Cellule MathDoc, unité mixte de service du CNRS et de l'Université J. Fourier à Grenoble, en est l'opérateur.

## Historique
Pour ses premières collections, NUMDAM s'est concentré sur les revues
phares en mathématiques fondamentales, puis s'est ouvert à d'autres types
de documents (les séminaires), des journaux désormais icônes historiques
(les Annales de Gergonne), des revues aux frontières des mathématiques (la
physique théorique à travers les Annales de l'Institut Henri Poincaré, l'analyse
de données et les statistiques avec la Revue de statistiques appliquées, ou
encore les sciences humaines) et des publications européennes (la revue
hollandaise Compositio Mathematica, les Annali della scuola normale superiore di Pisa italiennes). L'éclectisme de la collection souligne le
caractère central et diffus des mathématiques, percolant dans tous les
domaines scientifiques tout en gardant un développement interne vigoureux.

## Objectifs
Le programme NUMDAM a comme objectif majeur de mettre à disposition de la
communauté scientifique globale le riche héritage français d'éditions
mathématiques : partie du patrimoine culturel, ce fonds est bien vivant,
les résultats mathématiques gardant leur pérennité à travers les
âges. L'impact de l'édition française contemporaine dans ce secteur, qui
conserve une reconnaissance internationale du plus haut niveau, en est
d'autant renforcé : archives et publication courante constituent l'univers
documentaire de travail du mathématicien.
Par des choix techniques novateurs, ouverts et rigoureux, le programme
NUMDAM s'est établi comme la référence mondiale dans la numérisation de
textes mathématiques et leur publication sur le web. Sans aucune autre
restriction de consultation qu'un accès décalé aux publications les plus
récentes dans certains cas (un créneau mobile d'accès d'au plus 5 ans), le
programme NUMDAM renoue avec les traditions humanistes des bibliothèques,
lieux de mémoire ouverts à tout public.  L'archive NUMDAM apparaît
aujourd'hui comme un des constituants, essentiel et polymorphe, de la
bibliothèque numérique universelle de mathématiques en cours de déploiement
sur le web.

## Numdam et leWeb
L'insertion de NUMDAM dans le web est marquée par un tissage serré de liens
internes, avec des fils tendus vers les bases bibliographiques de référence
du domaine mathématique et une intégration dans d'autres agrégations
documentaires comme la minidml grâce aux protocoles OAI. Le passage des
images textuelles sous le filtre de reconnaissances automatiques des
caractères permet aux utilisateurs des recherches dans le texte même des
articles, en plus des interrogations complexes possibles grâce à l'ensemble
riche de métadonnées associées à chaque article. L'affichage des formules
mathématiques des métadonnées (titre, résumé) utilise le langage MathML, ce
qui permet une lecture naturelle de ces formules.

## Programmes similaires et extensions
D'autres programmes de numérisation existent : par exemple, la Bibliothèque nationale de France
a constitué la bibliothèque encyclopédique Gallica, qui représente l'une des plus importantes collections numériques accessible sans restriction d'accès aucune ; le programme
français PERSÉE est consacré à des revues de sciences humaines et sociales
et reprend mutatis mutandis la philosophie et modalités du programme NUMDAM ; la
bibliothèque de Basse-Saxe à Göttingen a dans ses collections numériques un
corpus mathématique important ; le substantiel programme JSTOR nord-américain
développe à New-York une archive multidisciplinaire suivant un modèle où les redevances des
utilisateurs assurent la viabilité économique du programme ; le service EUCLID à l'Université  Cornell complète ses activités d'hébergement de séries vivantes par celui d'archives numérisées en définissant avec l'éditeur de chaque revue un modèle économique approprié. Financé en partie par l'union européenne et rassemblant une quinzaine de partenaires de différents pays européens,  le projet EuDML crée une véritable bibliothèque numérique de documents mathématiques au niveau européen ; il reprend les spécifications du programme Numdam, en les enrichissant de nouvelles fonctionnalités (recherche de formules mathématiques, similarité).